# Hook (jeu vidéo, Irem)
Pour les articles homonymes, voir Hook.
Hook est un jeu vidéo de type beat them all développé et édité par Irem sur borne d'arcade en 1992.